# 九つの薬草の呪文
九つの薬草の呪文（ここのつのやくそうのじゅもん、古英: Nigon Wyrta Galdor、英: The Nine Herbs Charm）とは、10世紀のラクヌンガ（en、「治療法」の意）の写本に記録された古英語の呪文である。この呪文は九種の薬草を用いて毒や感染を治療することを目的とする。なお「9」と「3」は、この呪文やゲルマン人の異教信仰、ゲルマンの民間伝承（en）に頻繁に現れる数字である。この詩はキリスト教とアングロ・サクソンの異教信仰（en）の両方の要素を含み、ゲルマン神話（en）の神ウォーデン（en）について触れられている。
R.K.ゴードンによれば、この詩は「明らかにキリスト教徒の検閲による変更を受けた古い異教徒のもの」である 。マルコム・ローレンス・キャメロンは、古代の患者に詩を声に出して唱えることが「驚くほど魔術的な効果」があり、精神的に有用であったとしている。
この呪文が収録された写本（MS.Harley 585.）は、現在大英博物館に収蔵されている。

## 内容
呪文は、薬草の名前と由来そして効用と、薬草に対して有用に働くように呼びかける韻文と、64行目以降が用法及び用いる際の注意書きの散文で構成されている。

### 薬草
この呪文ではマッグウィルト（Mucgwyrt、ヨモギ）、アトルラーゼ（Attorlaðe、R.K.ゴードンによればカッコウソウだが、他の研究者はベトニー（en）と定義している）、スチューン（Stune、ミチタネツケバナ）、ウァイブラード（Wegbrade、オオバコ属）、マイズ（Mægðe、カミツレモドキもしくはカミツレ、カモミール）、スティゼ（Stiðe、イラクサ属）、ウェルグル（Wergulu、リンゴ属）フィレ（Fille、タイム）、フイヌル（Finule、フェンネル）の九つの薬草について触れている。
呪文の終わりには、先に述べた薬草を用いるために砕いて粉末にし、古い石鹸やリンゴの果汁と混ぜ合わせるよう散文で書かれており、さらに水と灰から練り物を作り、これにフェンネルを入れて煮立て、泡立てた卵と混ぜ合わせたのち、出来た軟膏を塗るように説明している。加えて、調合する前の薬草とリンゴに向って呪文の歌を三度詠唱すること、患者の傷口と両耳、患者本人に向って膏薬を塗る前にも呪文を唱えること、と指示している。

### ウォーデン
九つの薬草の呪文はウォーデンについて触れられる二つの古英詩のうちの一つである。もう一つの詩はエクセター本の「マキシムI（en）」に収録されている。この呪文に見られる該当部分は以下の通りである：

蛇が這い来たりて人傷つけたり。
ウォーデン九つなる栄光の枝を取り、
蛇を打ちつくるに、これ九つに砕け散りぬ。
ここにおいてアップルは毒に打ち克ちて、
以後蛇人の家に住まうことを欲さざるなり。

この節ではウォーデンは、それぞれに植物の名前の頭文字のルーンを刻んだ九つの枝を用いて、薬草の力添えに登場する。

### キリスト教の影響
先の呪文に以下が続く。

タイムとフェンネルを、いと力強き双方を、
薬草を、賢明なる主は創造（つく）りたり、
天におわす神々しき者は、懸られし時に。
これを七つなる世界に据え送りたり、
なべて貧なるもの、富なるものの慰めとて。
これは痛みに効き、毒に効く、
これは三十と三（の疾患）に対し。
悪魔の仕業に対し、突然のたぶらかしに対し、
悪しき者共の呪詛に対し。

この部分では、薬草の創造主を「天におわす神々しき者」とし、彼が「懸られし時に」作ったとしている。
「九つの薬草の呪文」は筆致から11世紀末に書かれたと推測されるため、年代を根拠にこの人物をキリストと解釈する説がある。しかし、キリスト教の天地創造における草木の創造主がキリストではなく神であること、またオーディン（＝ウォーデン）が、トネリコの木に自らを吊られてルーン文字を掴みとったとする神話や、古代の医療が魔術やシャーマニズムと深い関連を持ち、その担い手がオーディンであったことなどから、彼が呪文で先に述べられているウォーデンと解釈することも可能である。